# Bénaix
Bénaix – miejscowość i gmina we Francji, w regionie Oksytania, w departamencie Ariège.
Według danych na rok 2010 gminę zamieszkiwało 161 osób, a gęstość zaludnienia wynosiła 10 osób/km².